# Amintas Maciel
Amintas Maciel foi um advogado e político brasileiro, que tornou-se o primeiro prefeito da cidade de Erechim, ao ser nomeado em 9 de dezembro de 1930 pelo então Governador do Rio Grande do Sul Flores da Cunha. Seu mandato durou até 19 de novembro de 1934, data que pediu exoneração, sendo que ele era membro do partido PRL.
Entre as principais obras do mandato de Maciel, está a proibição da construção de casas de madeira na Avenida Maurício Cardoso, a principal via da cidade, que naquela época se chamava ainda Avenida José Bonifácio, após três incêndios acometerem residências neste logradouro. Com isso, um novo estilo arquitetônico passou a ser visualizado na cidade, com a construção de prédios de dois andares na avenida, popularizando o art déco.
Em sua homenagem, uma das principais avenidas da cidade de Erechim recebe o nome de "Avenida Amintas Maciel".